# Arabela
Arabela é um romance infanto-juvenil de Miguel M. Abrahão publicado em 1985 no Brasil.

## Sinopse
Arabela narra a singela história de uma jovem pulgão, escrava nas mãos de formigas guerreiras e preconceituosas, que sonha com um novo sentido para sua vida. O romance tem início com um dilúvio devastador que destrói o formigueiro. Porém, Arabela, juntamente com a única amiga, a formiga Fofocota, se mantém a salvo de um terrível desastre ecológico. Exímia rastreadora, a formiga descobre o paradeiro de companheiras que foram salvas da catástrofe, reencontrando, dessa forma, a cruel Orélia e a arrogante Moscuda. Arabela lamenta-se ao saber da morte da soberana das formigas que, apesar de tudo, sempre a tratara com relativa humanidade, apesar de sua condição inferior de pulgão. É nesse instante que, ainda entristecida, a heroína escuta a voz da moribunda rainha.
Todavia, somente Fofocota e o guarda Polux resolvem acompanhar a pulgão neste retorno ao formigueiro destroçado. As outras formigas, cruéis, hedonistas e individualistas, abandonam a rainha das formigas a sua própria sorte.
Em meio aos escombros do antigo e poderoso formigueiro, o trio encontra sua soberana em agonia final que, antes do último suspiro, utilizando-se da lendária e antiga varinha das vespas, concede a Arabela seu maior desejo: ela, Polux e Fofocota transformam-se, por mágica, nas primeiras abelhas do planeta.
A partir de então, o trio viverá uma série de aventuras em busca do segredo: o segredo do mel! E, no difícil percurso de suas vidas, estarão Moscuda e Orélia, sob novas formas, destilando seu veneno, rancores e inveja.
O romance retrata, com sensibilidade, humor e espírito científico, a vida, hábitos e costumes dos insetos, como também fala de relações humanas, de luta coletiva pelo bem comum, de reciprocidade e amizade.